# Alberts Ameriks
Alberts Ameriks (ur. 26 grudnia 1899 w miejscowości Konu na Łotwie w granicach Rosji, zm. 5 grudnia 1997 na Łotwie) – łotewski wojskowy (kapitan), dowódca 1 batalionu 33 Pułku Grenadierów SS 15 Dywizji Grenadierów SS podczas II wojny światowej.
26 lutego 1919 r. wstąpił do nowo formowanej armii łotewskiej. Służył w 4 Pułku Piechoty w Valmiera. Od 8 października 1919 r. do maja 1920 r. szkolił się w akademii wojskowej, uzyskując stopień podporucznika. Dostał przydział ponownie do 4 Pułku Piechoty jako dowódca plutonu. 1 stycznia 1922 r. odszedł ze służby wojskowej, po czym rozpoczął studia. 10 listopada 1924 r. powrócił do wojska. Służył w 8 Pułku Piechoty w Daugavpils. W 1926 r. awansował na porucznika. W 1935 r. został przeniesiony do 7 Pułku Piechoty w Siguldzie w stopniu kapitana. Następnie był oficerem sztabowym w sztabie 4 Dywizji Piechoty, a później 3 Dywizji Piechoty. Przed 1940 r. był instruktorem sztabowym w akademii wojskowej. Po aneksji Łotwy przez ZSRR w 1940 r., został szefem sekcji administracyjno-ekonomicznej sztabu 183 Dywizji Strzeleckiej. W 1941 r. został zwolniony ze służby wojskowej. Kiedy wojska niemieckie zajęły obszar Łotwy podjął współpracę z okupantami. W poł. 1943 r. wstąpił ochotniczo do Legionu Łotewskiego SS, dostając stopień Waffen-Hauptsturmführera der SS. 15 czerwca tego roku objął dowództwo 1 batalionu 33 Pułku Grenadierów SS 15 Dywizji Grenadierów SS. Awansował na Waffen-Sturmbannführera der SS. 2 marca 1944 r. został ranny i ewakuowany do Niemiec. 2 maja 1945 r. dostał się do niewoli brytyjskiej. W obozie jenieckim przebywał do maja 1946 r. Jesienią 1947 r. wyjechał do Wielkiej Brytanii, a w 1951 r. przeniósł się do Kanady. W 1992 r. powrócił do niepodległej Łotwy. W połowie lat 90. władze łotewskie awansowały go do stopnia podpułkownika. Zmarł 5 grudnia 1997 r. Jego pogrzeb odbył się w pełnej oprawie wojskowej.
Był odznaczony m.in. łotewskim Orderem Trzech Gwiazd V klasy, Medalem Łotewskiej Wojny o Niepodległość (1918–1920) i Żelaznym Krzyżem II klasy.